# الكسندر سافاس
الكسندر سافاس (باليونانية: Αλέξανδρος Σάββας)‏ هو جراح يوناني، ولد في 10 مارس 1907 في Greek torpedo boat Pergamos ‏، وتوفي في 1981 في سلانيك في اليونان.